# Jean-Paul Laurens
Jean-Paul Laurens (28. března 1838, Haute-Garonne – 23. března 1921, Paříž) byl francouzský malíř, sochař a ilustrátor, jeden z posledních hlavních zastánců francouzského akademického stylu.

## Biografie

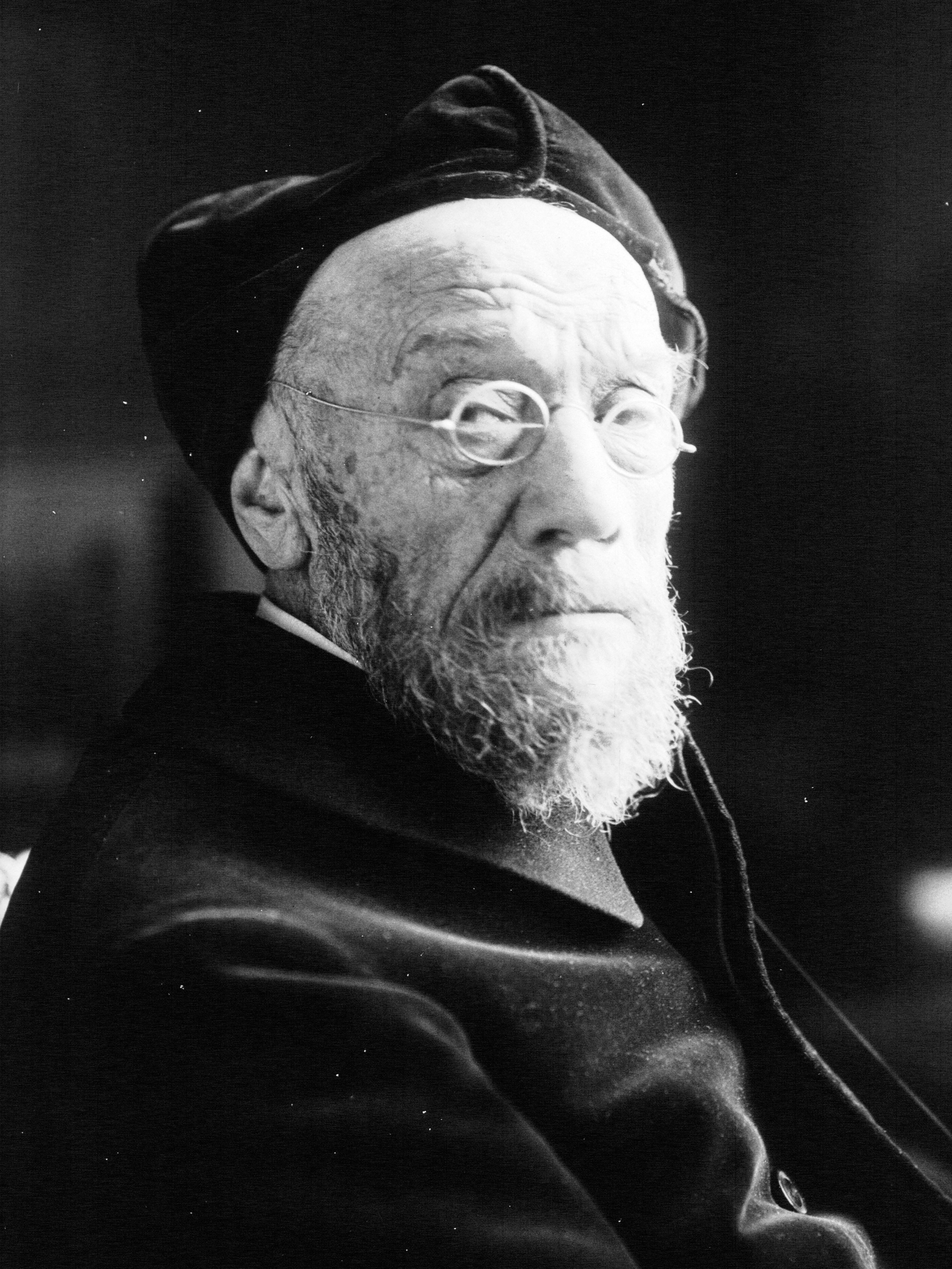
Jean-Paul Laurens (1914)

Narodil se ve Fourquevauxu. Již od mala se u něj projevoval neobvyklý malířský talent a zájem o toto umění, na což začal studovat u Léona Cognieta a Alexandra Bida. Laurens byl antiklerikalista a republikán a jeho práce byly často založeny na historických a náboženských tématech. Ve své době byl pro své erudice a technické mistrovství velice obdivován, ale po jeho smrti začal být jeho hyperaktivní a realistický styl, spojovány s velmi teatrálním, spíše obdusován jako příliš didaktický a proto postupem času jeho popularita příkře klesala.
Laurens byl ve své době několikrát pověřen malováním veřejných prací pro Francouzskou republiku, včetně několik výzdob stropů a stěn, např. monumentální série o životě svaté Geneviève v apsidě Pantheonu, který dnes zdobí strop Odéonského divadla. Ve své době inspiroval několik umělců včetně Augustina Thierryho, kterého inspiroval k napsání díla Récits des temps mérovingiens.
Byl váženým vyučujícím na Julianově akademii a působil také jako profesor na École nationale supérieure des beaux-arts, kde učil například Andrého Dunoyera de Segonzaca nebo George Barbiera. Dva z jeho synů, Albert Laurens (1870–1934) a Jean-Pierrea Laurens (1875–1932) se stali také vlivnými malíři a učiteli na Julianově akademii. Jean-Paul Laurens zemřel 23. března v Paříži.

## Seznam žáků
- Maurice Victor Achener (1881–1963)
- George Barbier (1882–1932)
- André Dunoyer de Segonzac (1884–1974)
- Gustave Surand (1860–1937)
- Max Vollmberg (1882–19??)
- Albert Herter (1871–1950)

## Výběr z díla

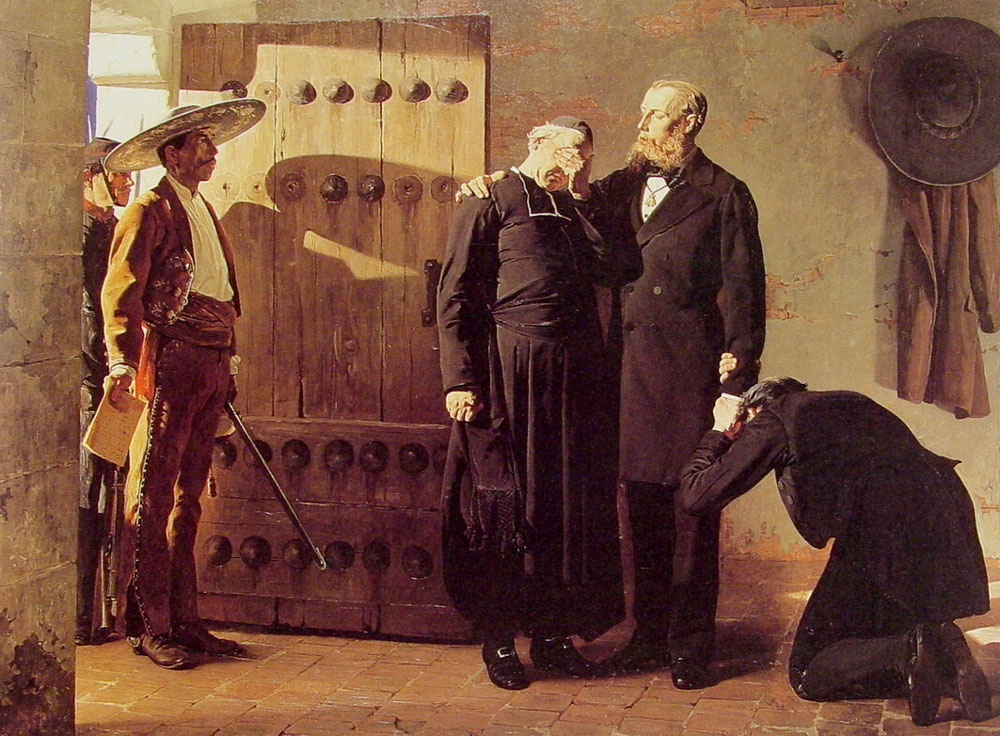
Poslední okamžiky mexického císaře Maxmiliána I. (1882)
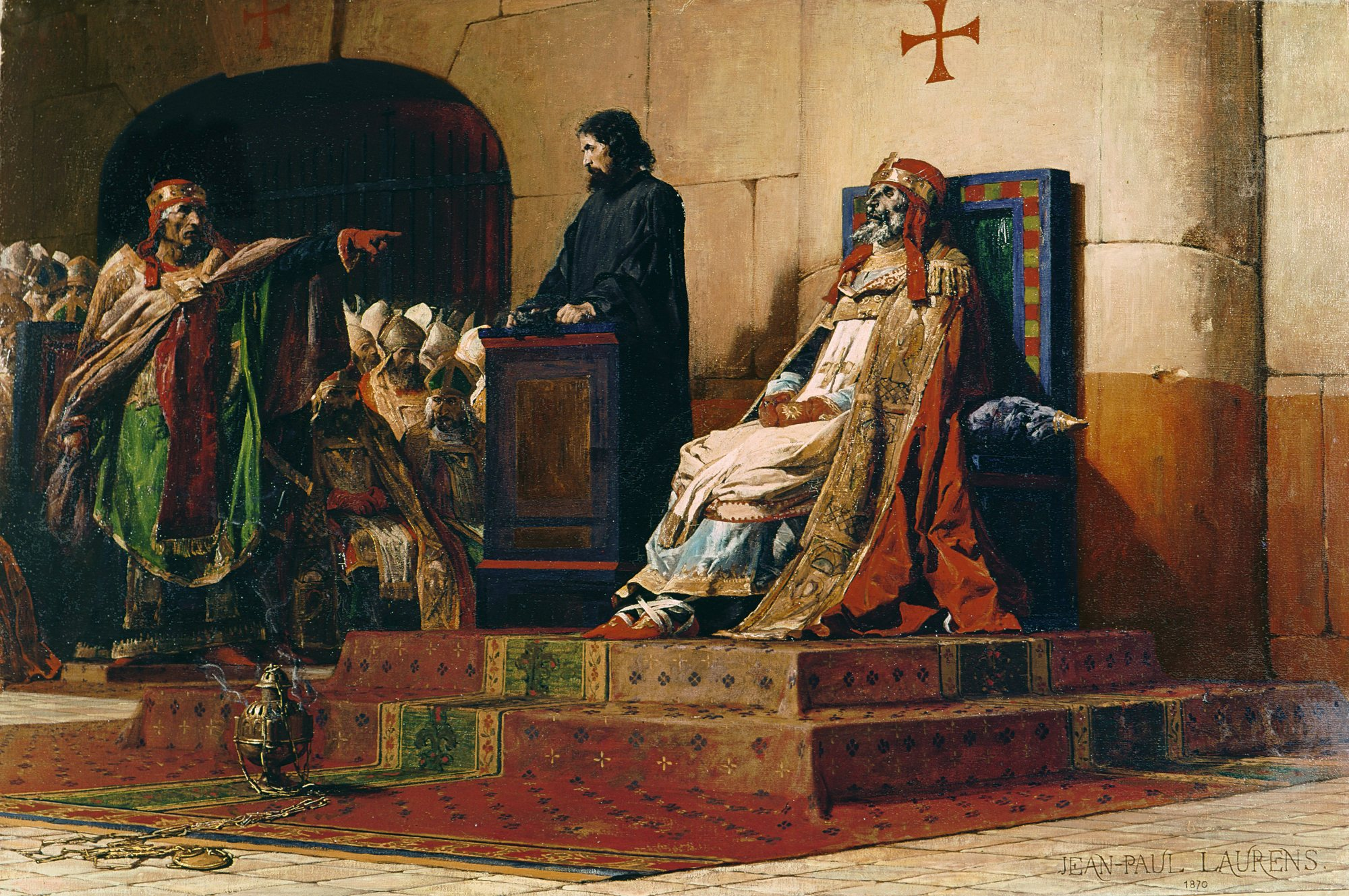
Papež Formosus a Štěpán VII. (1870)
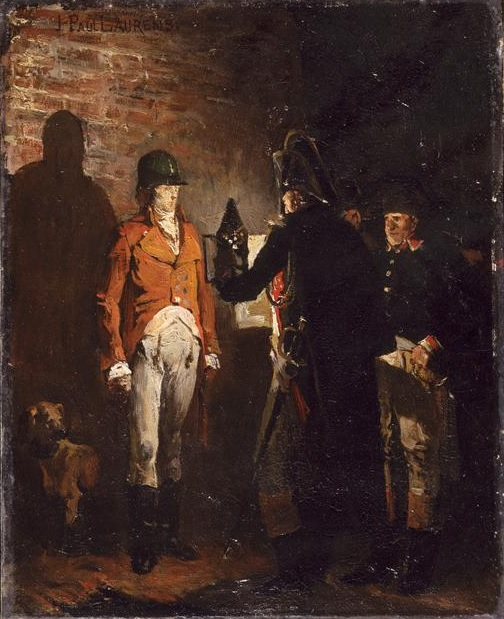
Poprava vévody Enghiena (1873)
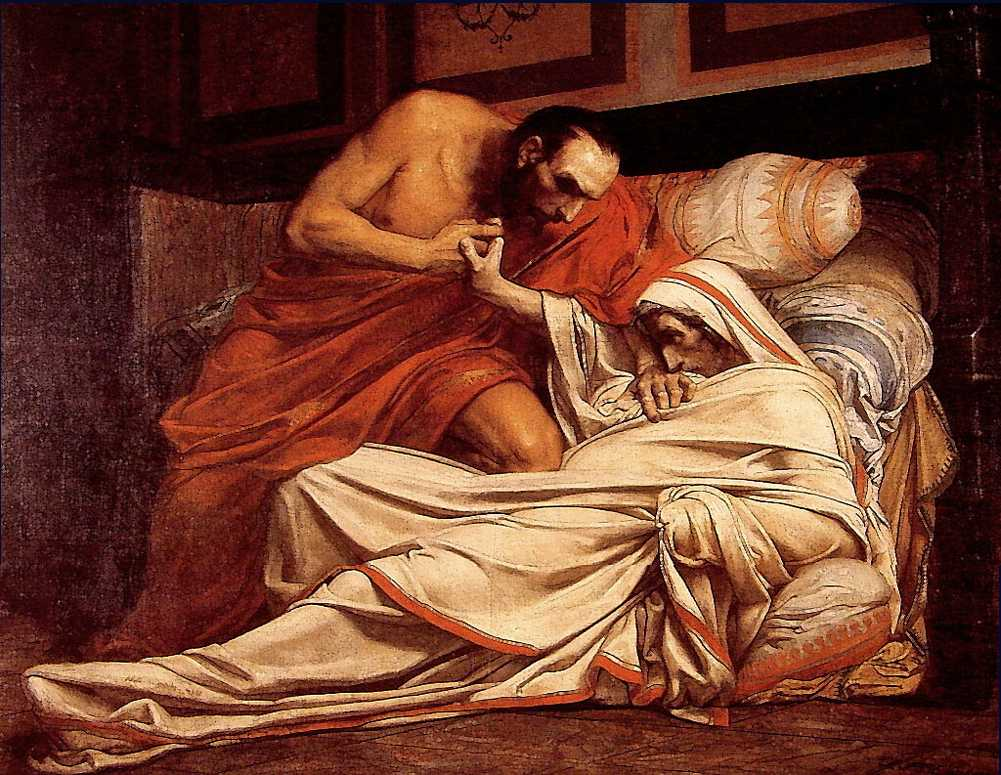
Tiberiova smrt (1864)
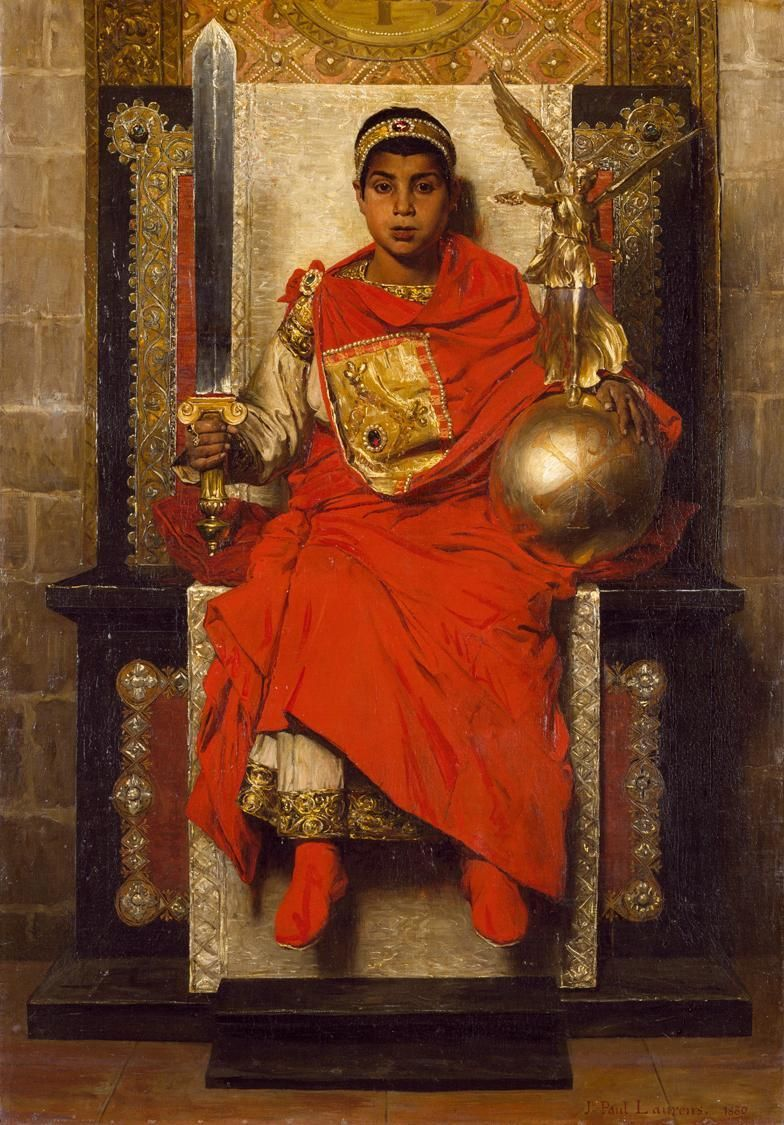
Byzantský císař Honorius (1880)
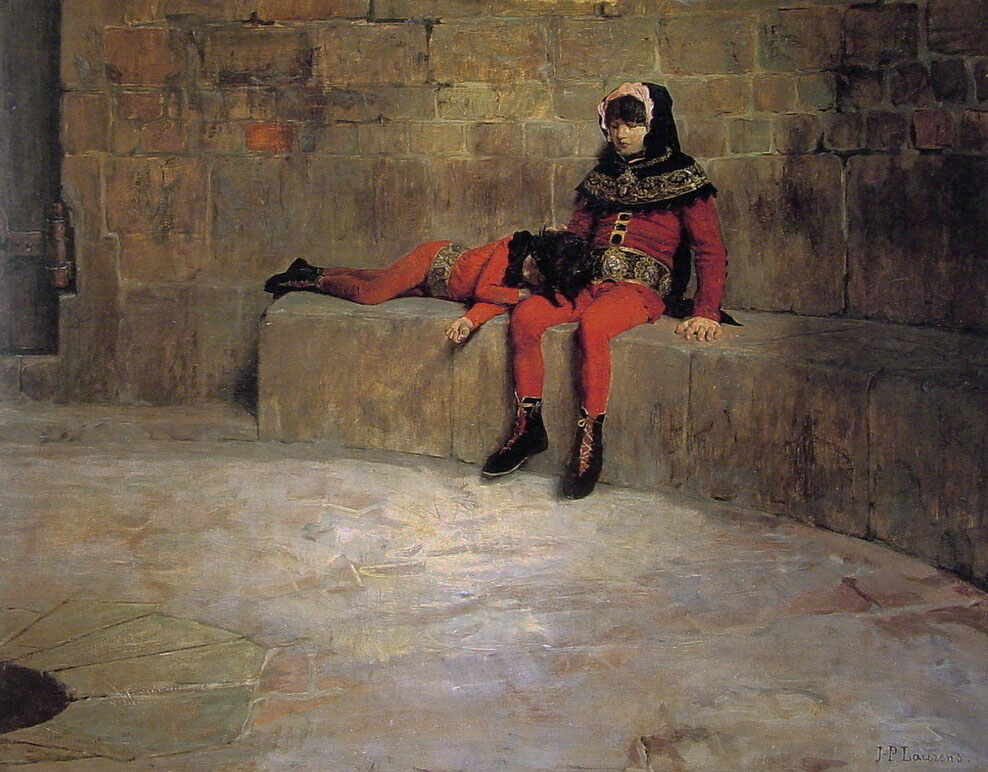
Rukojmí (1896)
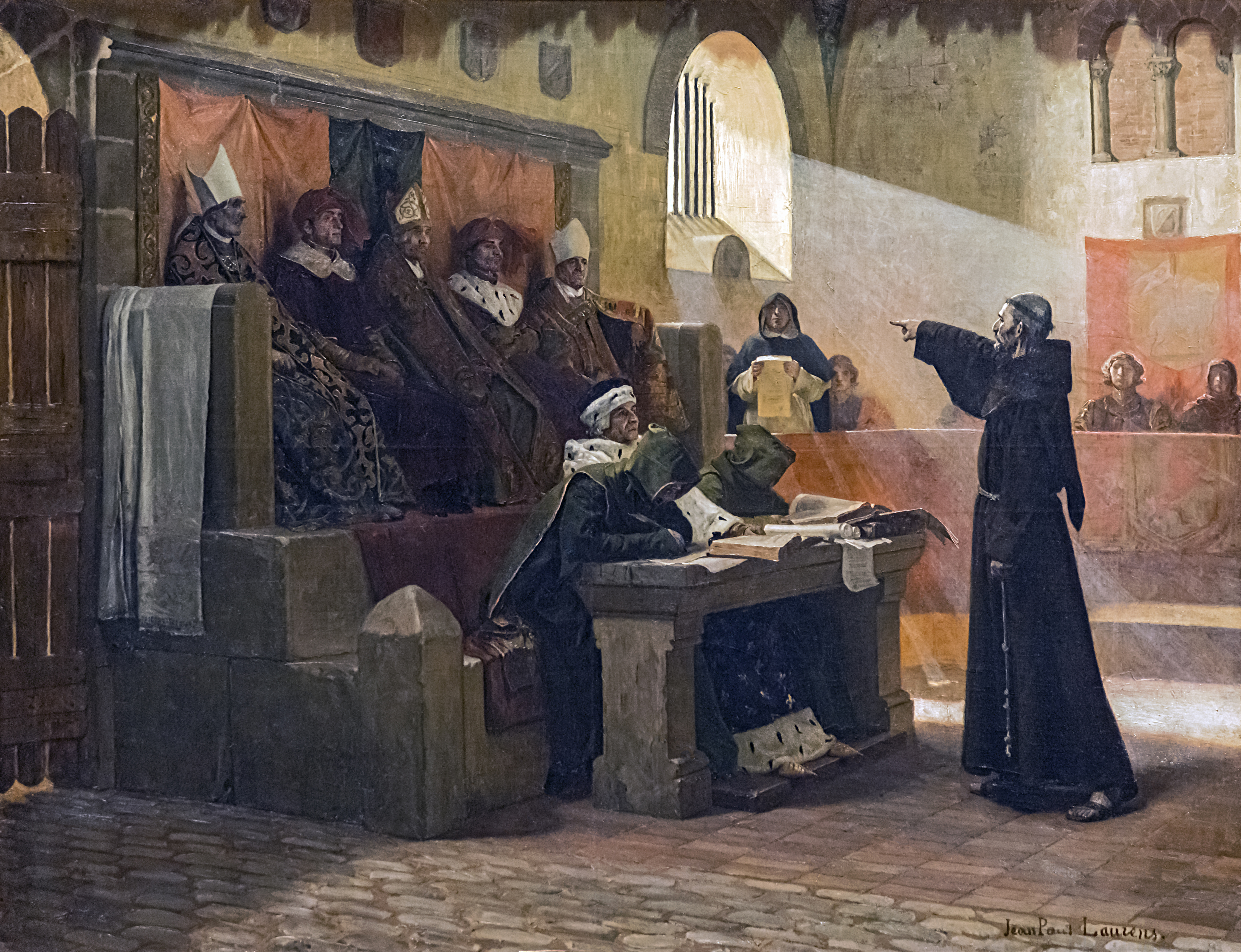
Agitátor z Languedocu (1887)
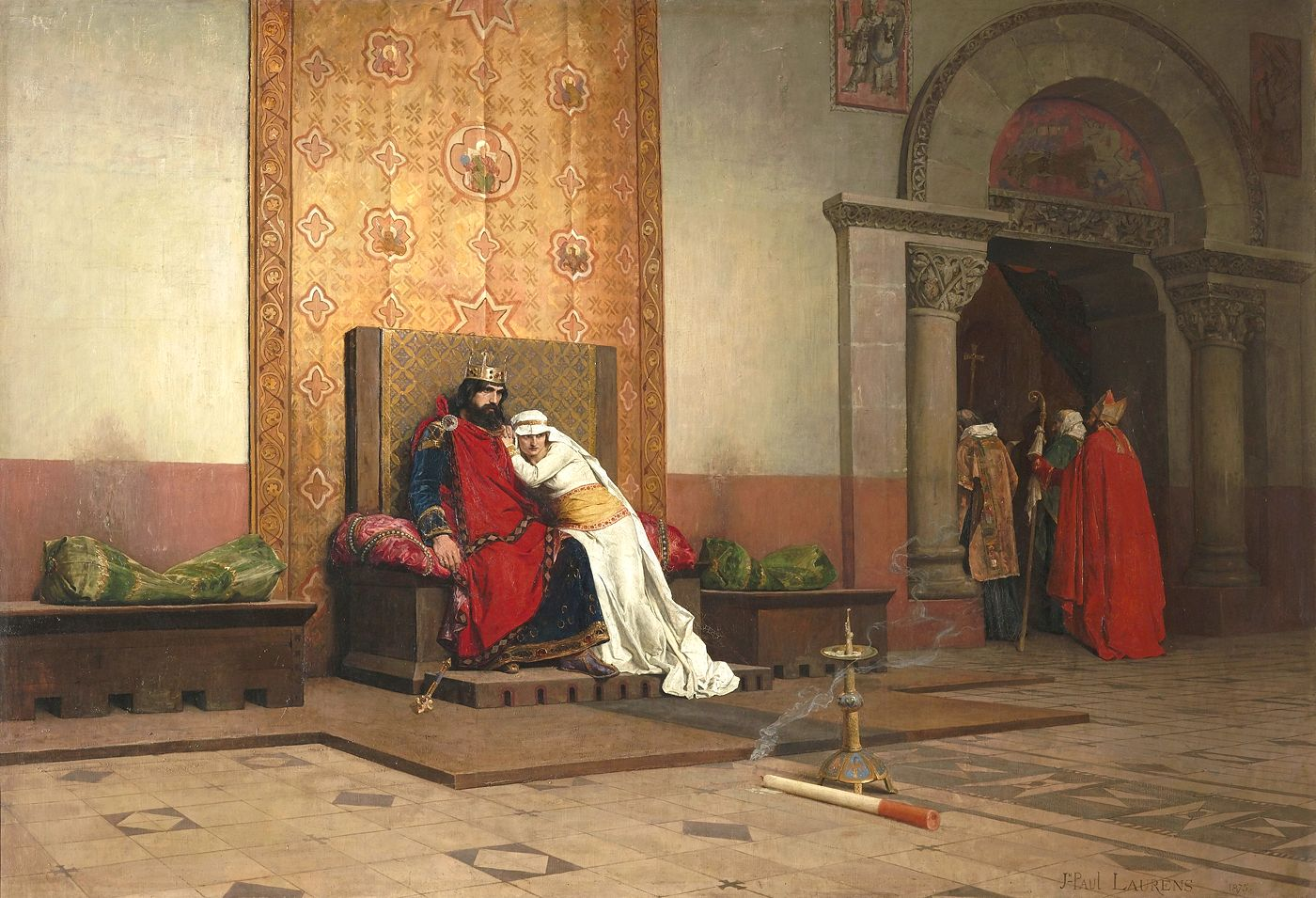
Exkomunikace Roberta II. Francouzského (1876)